# Jamie Morgan
Jamie Morgan, né le 8 juin 1971 à Sydney, est un joueur de tennis australien, professionnel de 1990 à 1996.

## Palmarès

### Finales en simple (3)
| No | Date       | Nom et lieu du tournoi                                | Catégorie    | Dotation  | Surface         | Vainqueur      | Score          |  |
| -- | ---------- | ----------------------------------------------------- | ------------ | --------- | --------------- | -------------- | -------------- |  |
| 1  | 24-08-1992 | OTB International, Schenectady                        | World Series | 130 000 $ | Dur (ext.)      | Wayne Ferreira | 6-2, 65-7, 6-2 |  |
| 2  | 19-10-1992 | Pacific Cup, Taïwan                                   | World Series | 270 000 $ | Moquette (int.) | Jim Grabb      | 6-3, 6-3       |  |
| 3  | 09-05-1994 | America's Red Clay Tennis Championship, Coral Springs | World Series | 215 000 $ | Terre (ext.)    | Luiz Mattar    | 6-4, 3-6, 6-3  |  |

## Parcours dans les tournois duGrand Chelem

### En simple
| Année | Open d'Australie | Open d'Australie | Internationaux de France | Internationaux de France | Wimbledon       | Wimbledon  | US Open       | US Open  |
| ----- | ---------------- | ---------------- | ------------------------ | ------------------------ | --------------- | ---------- | ------------- | -------- |
| 1989  | 1er tour (1/64)  | J. Bates         | —                        | —                        | —               | —          | —             | —        |
| 1990  | 1er tour (1/64)  | S. Davis         | —                        | —                        | —               | —          | —             | —        |
| 1991  | 1er tour (1/64)  | M. Gustafsson    | —                        | —                        | —               | —          | —             | —        |
| 1992  | 1er tour (1/64)  | C. Mezzadri      | —                        | —                        | —               | —          | —             | —        |
| 1993  | 3e tour (1/16)   | G. Forget        | 1er tour (1/64)          | M. Ondruska              | 2e tour (1/32)  | P. Sampras | 1/8 de finale | W. Masur |
| 1994  | 2e tour (1/32)   | A. Antonitsch    | 1er tour (1/64)          | T. Champion              | 1er tour (1/64) | P. Rafter  | —             | —        |
| 1995  | 1er tour (1/64)  | M. Tebbutt       | 1er tour (1/64)          | E. Sánchez               | 1er tour (1/64) | J. Apell   | —             | —        |
| 1996  | 1er tour (1/64)  | D. Wheaton       | —                        | —                        | —               | —          | —             | —        |

N.B. : à droite du résultat se trouve le nom de l'ultime adversaire.

### En double
| Année | Open d'Australie                 | Open d'Australie               | Internationaux de France | Internationaux de France | Wimbledon | Wimbledon | US Open                   | US Open            |
| ----- | -------------------------------- | ------------------------------ | ------------------------ | ------------------------ | --------- | --------- | ------------------------- | ------------------ |
| 1990  | 1er tour (1/32) D. Patten        | P. Annacone J. Fitzgerald      | —                        | —                        | —         | —         | —                         | —                  |
| 1991  | —                                | —                              | —                        | —                        | —         | —         | —                         | —                  |
| 1992  | 2e tour (1/16) S. Stolle         | J. Eagle G. Doyle              | —                        | —                        | —         | —         | —                         | —                  |
| 1993  | 2e tour (1/16) R. Fromberg       | P. McEnroe J. Stark            | —                        | —                        | —         | —         | —                         | —                  |
| 1994  | 1er tour (1/32) M. Philippoussis | M. Briggs B. MacPhie           | —                        | —                        | —         | —         | —                         | —                  |
| 1995  | 1er tour (1/32) N. Borwick       | O. Kristiansson L.-A. Wahlgren | —                        | —                        | —         | —         | 1er tour (1/32) M. Lucena | L. Pimek B. Talbot |
| 1996  | 1er tour (1/32) A. Kratzmann     | M.-K. Goellner D. Prinosil     | —                        | —                        | —         | —         | —                         | —                  |

N.B. : le nom du ou de la partenaire se trouve sous le résultat ; le nom des ultimes adversaires se trouve à droite.